# Schmidtiana fuscocyanicollis
Schmidtiana fuscocyanicollis là một loài bọ cánh cứng trong họ Cerambycidae.